# Internationaler Flughafen Pinto Martins – Fortaleza

i8
i11
i13
Der Internationale Flughafen Pinto Martins – Fortaleza (IATA-Code: FOR, ICAO-Code: SBFZ) ist der Flughafen in Fortaleza, Brasilien. Er ist nach Euclides Pinto Martins (1892–1924) benannt, einem in Ceará geborenen Flieger, der 1922 einer der Pioniere der Luftverbindung zwischen New York City und Rio de Janeiro war. Der Flughafen teilt einige seiner Einrichtungen mit der Fortaleza Air Force Base der brasilianischen Luftwaffe.

## Geschichte
Der Ursprung des Flughafens liegt auf einer in den 1930er Jahren gebauten Start- und Landebahn, die bis 2000 vom Aeroclube do Ceará genutzt wurde.
Während des Zweiten Weltkriegs war der Flughafen eine wichtige Basis der Alliierten, die die Operationen im Südatlantik unterstützte.
Am 13. Mai 1952 wurde der ursprüngliche Name, Flughafen Cocorote, in seinen heutigen Namen geändert. 1966 wurde ein Passagierterminal und ein Vorfeld gebaut. Diese Einrichtungen werden jetzt von der allgemeinen Luftfahrt genutzt.
Vom 7. Januar 1974 bis zum 31. Dezember 2017 wurde der Flughafen von Infraero betrieben und 1997 in die internationale Kategorie aufgewertet.
Im Februar 1998 wurde im Süden ein neues Passagierterminal eröffnet. Am 31. August 2009 stellte Infraero einen Investitionsplan in Höhe von 525 Millionen Real (276,6 Millionen US-Dollar, 193,8 Millionen Euro) zur Aufwertung des Internationalen Flughafens mit Schwerpunkt auf den Vorbereitungen für die Fußball-Weltmeisterschaft 2014 in Brasilien vor. Fortaleza war einer der Veranstaltungsorte. Die Investition wurde für die Renovierung und Erweiterung des Passagierterminals, des Vorfeldes und des Parkplatzes mit Fertigstellung im November 2013 veranschlagt, jedoch verworfen; stattdessen wurde nur ein provisorisches Zelt aufgestellt.
Durch eine Partnerschaft zwischen Infraero, Bund und Ländern wurde im Februar 1998 das 35.000 m² große Passagierterminal von Gouverneur Tasso Jereissati mit einer Kapazität von 3,8 Millionen Passagieren pro Jahr, 14 Flugzeugstellplätzen und Automatisierung errichtet, was 1997 zur internationalen Klassifizierung führte (Portaria 393 GM5 vom 9. Juni 1997). Der Flughafen wurde am 16. März 2017 an das Frankfurter Fraport-Konsortium für 425 Millionen Real zur Nutzung für 30 Jahre versteigert. Der am 28. Juli 2017 unterzeichnete Vertrag sieht vor, die Investitionen von Infraero für das Passagierterminal und die Verlängerung der Piste abzuschließen.
Am 2. Januar 2018 übergab Infraero den Betrieb der Flughäfen von Fortaleza und Porto Alegre an Fraport.

## Flüge

### Passagiere
- Azul
- Cabo Verde Airlines Sal
- Gol Airlines
- Air France Paris[6]
- KLM Amsterdam[7]
- LATAM Brasil
- TAP Portugal Lissabon

### Fracht
- LATAM Cargo Brasil
- Modern Logistics (Charter)
- Sideral Air Cargo

## Verkehrszahlen
| Jahr | Fluggastaufkommen | Fluggastaufkommen | Fluggastaufkommen | Fluggastaufkommen | Fluggastaufkommen | Fluggastaufkommen | Luftfracht (Tonnen) (mit Luftpost) | Luftfracht (Tonnen) (mit Luftpost) | Flugbewegungen | Flugbewegungen |
| Jahr | National          | %                 | International     | %                 | Gesamt            | %                 | Gesamt                             | %                                  | Gesamt         | %              |
| ---- | ----------------- | ----------------- | ----------------- | ----------------- | ----------------- | ----------------- | ---------------------------------- | ---------------------------------- | -------------- | -------------- |
| 2023 | -                 | -                 | -                 | -                 | 5.589.563         | –3,3 %            | 45.911                             | +9,9 %                             | 53.199         | –2,0 %         |
| 2022 | -                 | -                 | -                 | -                 | 5.778.038         | +45,4 %           | 41.769                             | +27,6 %                            | 54.293         | +31,3 %        |
| 2021 | -                 | -                 | -                 | -                 | 3.974.759         | +25,9 %           | 32.725                             | +11,5 %                            | 41.343         | +25,7 %        |
| 2020 | -                 | -                 | -                 | -                 | 3.156.418         | –56,3 %           | 29.356                             | –39,3 %                            | 32.897         | –44,9 %        |
| 2019 | -                 | -                 | -                 | -                 | 7.218.697         | +8,9 %            | 48.355                             | +5,1 %                             | 59.694         | +2,4 %         |
| 2018 | 6.246.681         | +9,88 %           | 402.286           | +60,67 %          | 6.648.967         | +12,02 %          | 46.146                             | –3,23 %                            | 57.465         | +9,90 %        |
| 2017 | 5.684.904         | +3,75 %           | 250.384           | +10,18 %          | 5.935.288         | +4,01 %           | 47.688                             | +3,55 %                            | 52.290         | –1,59 %        |
| 2016 | 5.479.231         | –10,32 %          | 227.258           | –4,50 %           | 5.706.489         | –10,10 %          | 46.054                             | –13,03 %                           | 53.133         | –13,68 %       |
| 2015 | 6.109.570         | –2,40 %           | 237.973           | –1,77 %           | 6.347.543         | –2,37 %           | 52.952                             | –7,24 %                            | 61.556         | –10,39 %       |
| 2014 | 6.259.558         | +8,96 %           | 242.264           | +16,71 %          | 6.501.822         | +9,23 %           | 57.083                             | +25,05 %                           | 68.695         | +2,82 %        |
| 2013 | 5.745.049         | –0,33 %           | 207.580           | +3,81 %           | 5.952.629         | –0,20 %           | 45.649                             | –11,06 %                           | 66.814         | +2,18 %        |
| 2012 | 5.764.339         | +6,41 %           | 199.969           | –13,01 %          | 5.964.308         | +5,62 %           | 51.327                             | –10,72 %                           | 65.391         | –0,70 %        |
| 2011 | 5.417.226         | +11,85 %          | 229.878           | +0,18 %           | 5.647.104         | +11,32 %          | 57.488                             | +4,38 %                            | 65.853         | +5,25 %        |
| 2010 | 4.843.258         | 4.843.258         | 229.463           | 229.463           | 5.072.721         | +20,44 %          | 55.075                             | +41,50 %                           | 62.570         | +20,65 %       |
| 2009 | -                 | -                 | -                 | -                 | 4.211.651         | +21,52 %          | 38.923                             | +7,66 %                            | 51.861         | +8,72 %        |
| 2008 | -                 | -                 | -                 | -                 | 3.465.791         | –4,11 %           | 36.153                             | –5,29 %                            | 47.703         | +1,01 %        |
| 2007 | -                 | -                 | -                 | -                 | 3.614.439         | +10,10 %          | 38.172                             | –1,60 %                            | 47.226         | +1,42 %        |
| 2006 | -                 | -                 | -                 | -                 | 3.282.979         |                   | 38.794                             |                                    | 46.567         |                |

1. ↑  Ab 2010 wird auch Transitfracht berücksichtigt.

## Zwischenfälle
Am 8. Juni 1982 flog der Kapitän einer Boeing 727-212 der brasilianischen VASP (Luftfahrzeugkennzeichen PP-SRK) die Maschine im Anflug auf den Flughafen Fortaleza (Brasilien) trotz der Warnungen des Ersten Offiziers und des Höhenwarnsystems in einen Berg. Alle 137 Insassen wurden getötet.

## Bilder

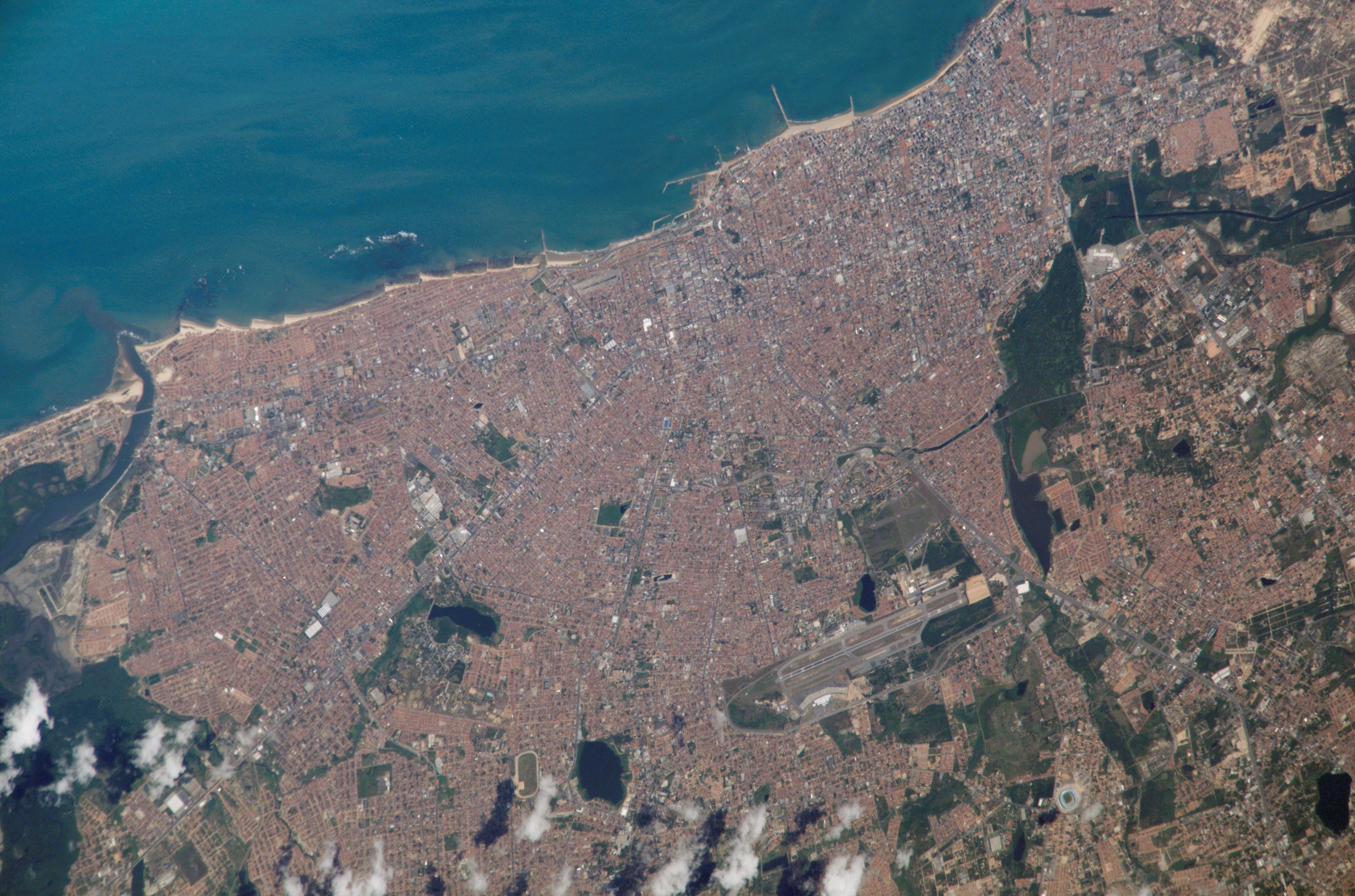
Luftbild von Fortaleza mit Flughafen leicht unterhalb Bildmitte
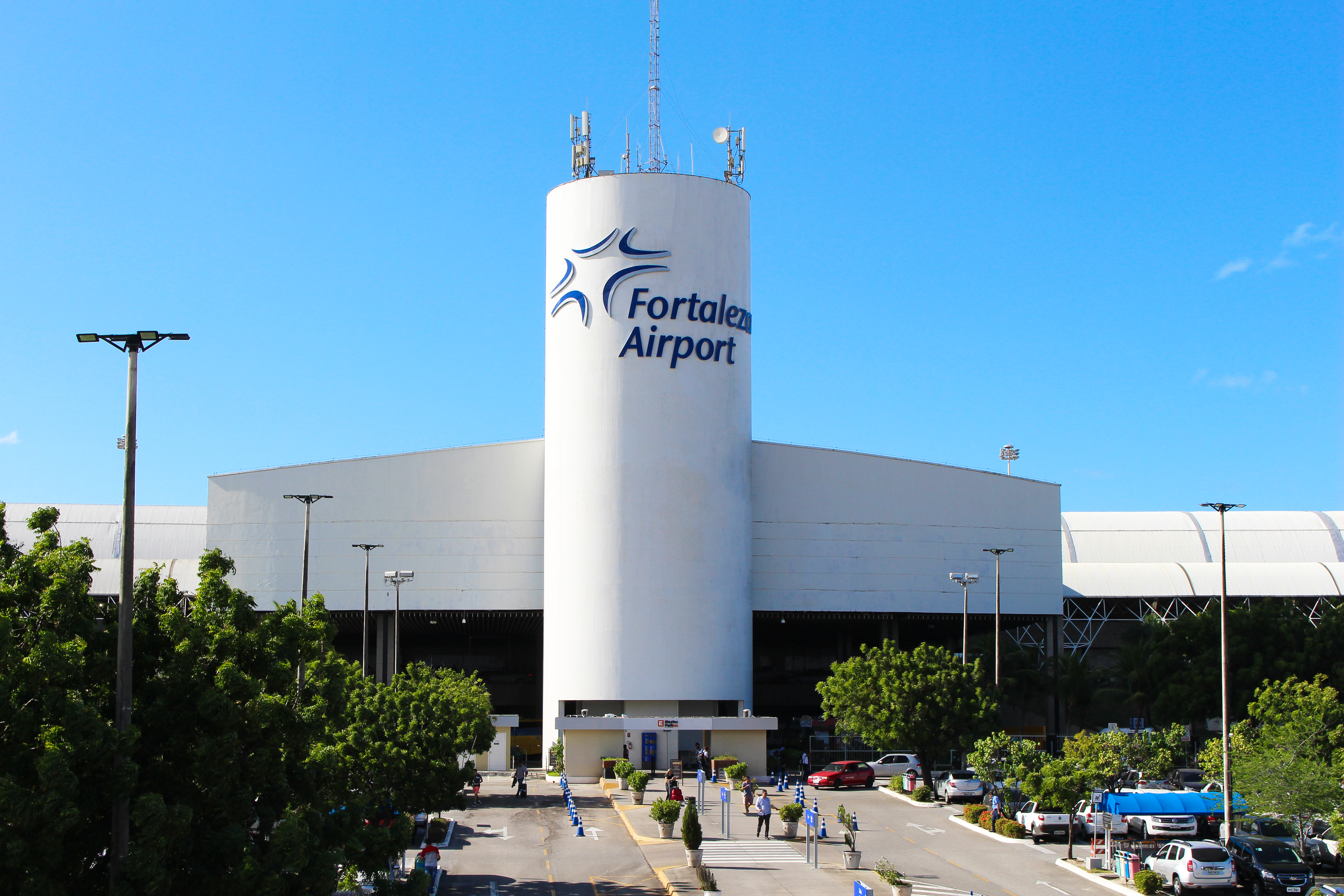
Außenansicht
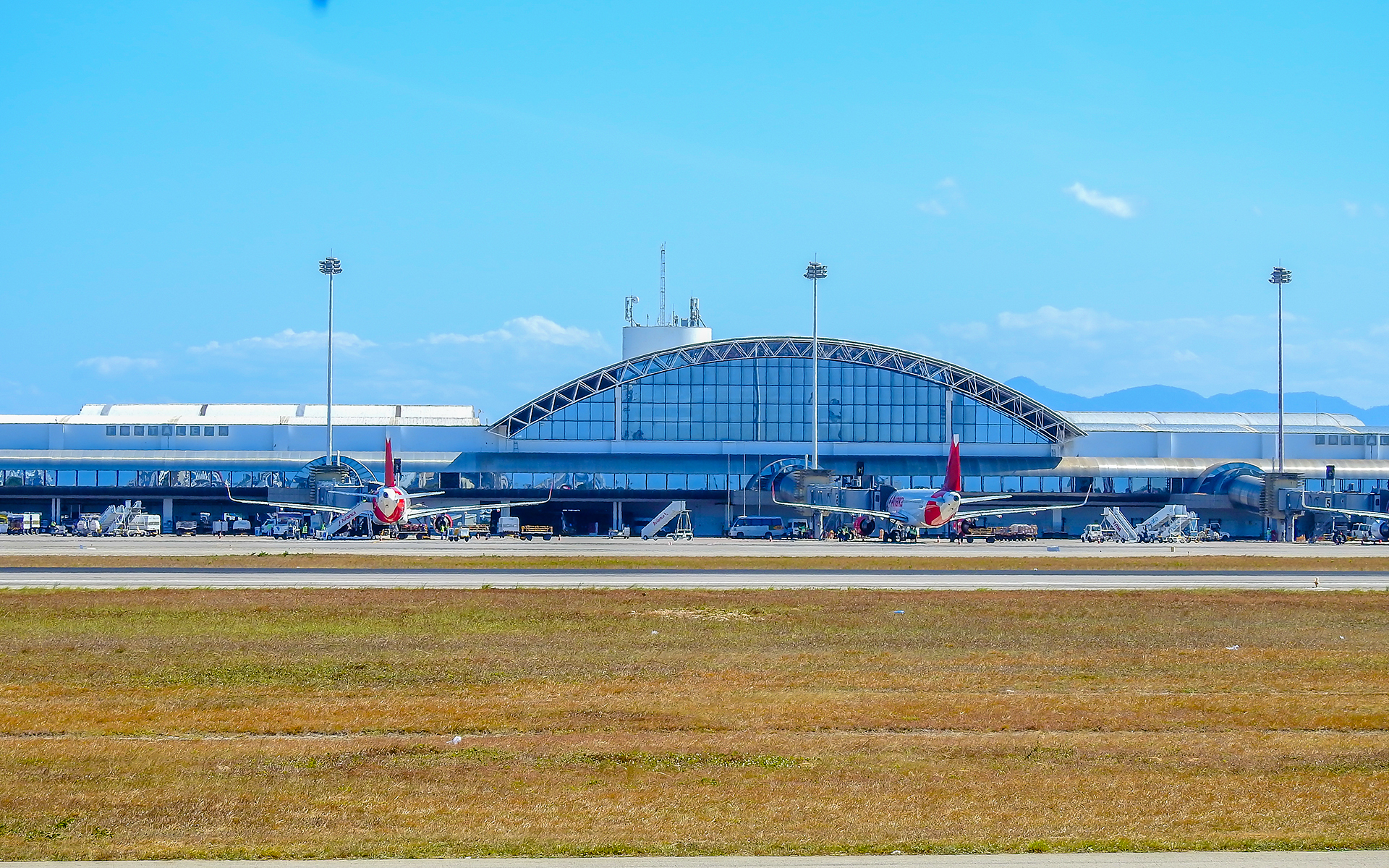
Airside
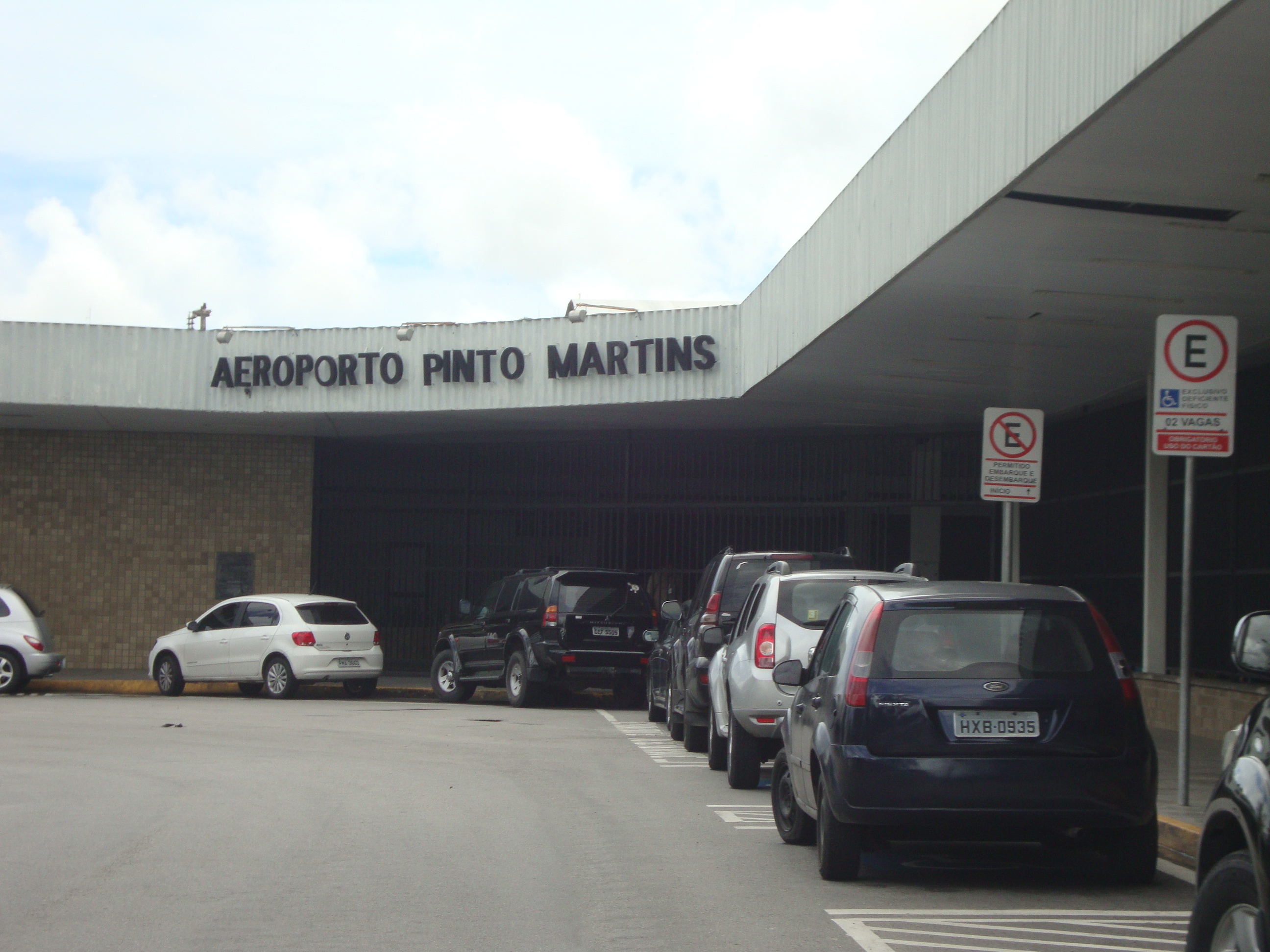
Altes Terminalgebäude
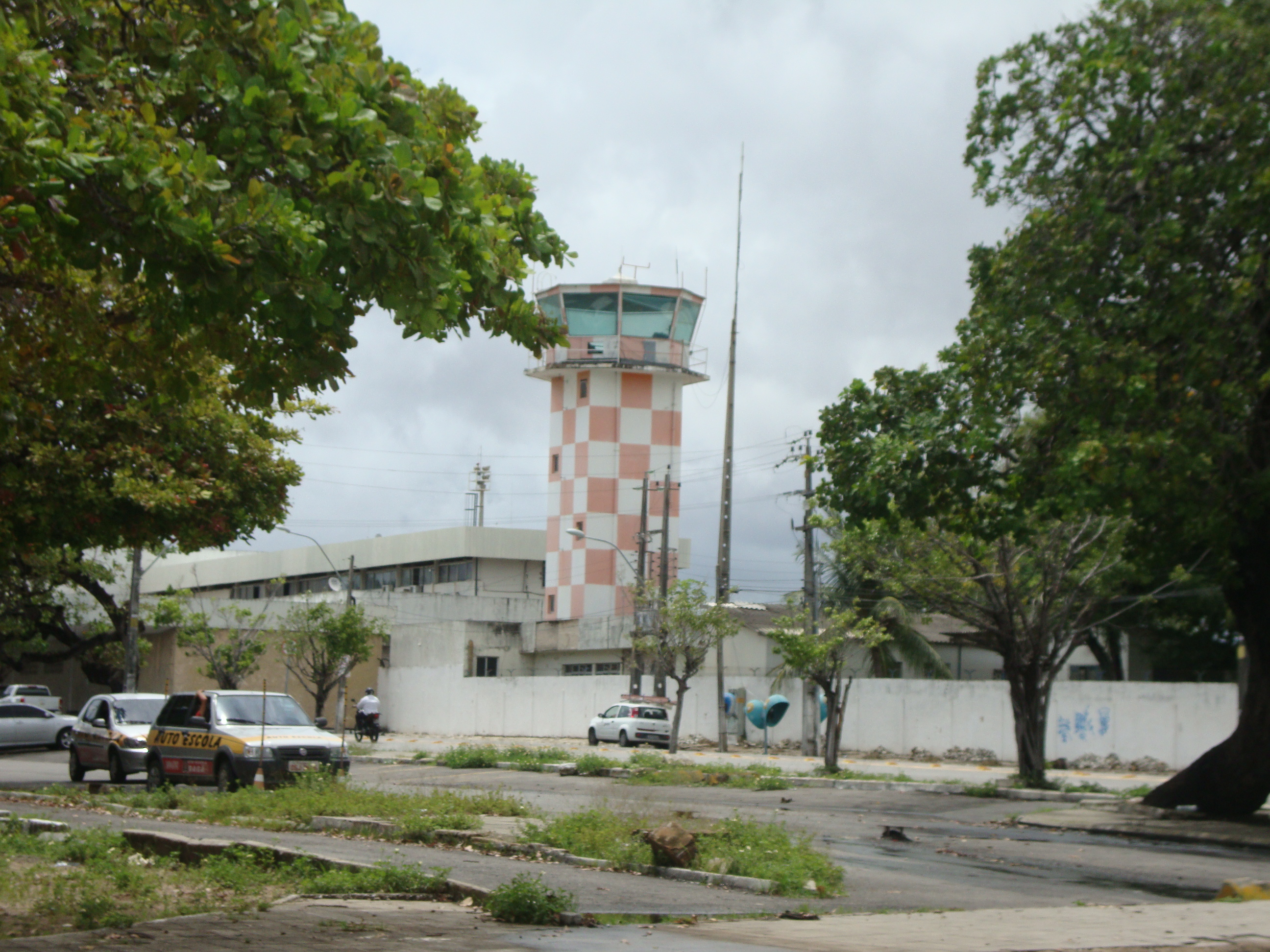
Alter Tower
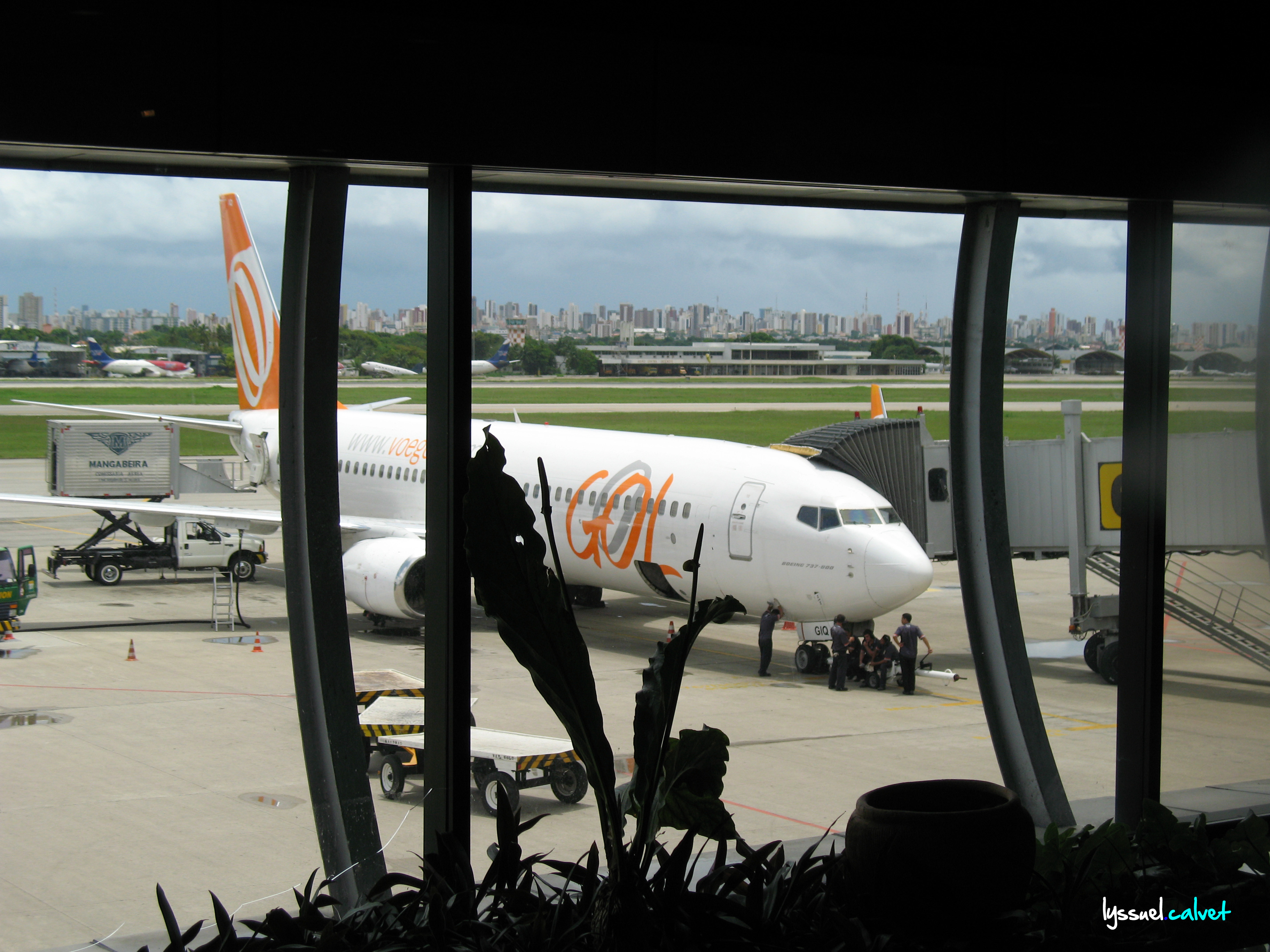
Hub von Gol
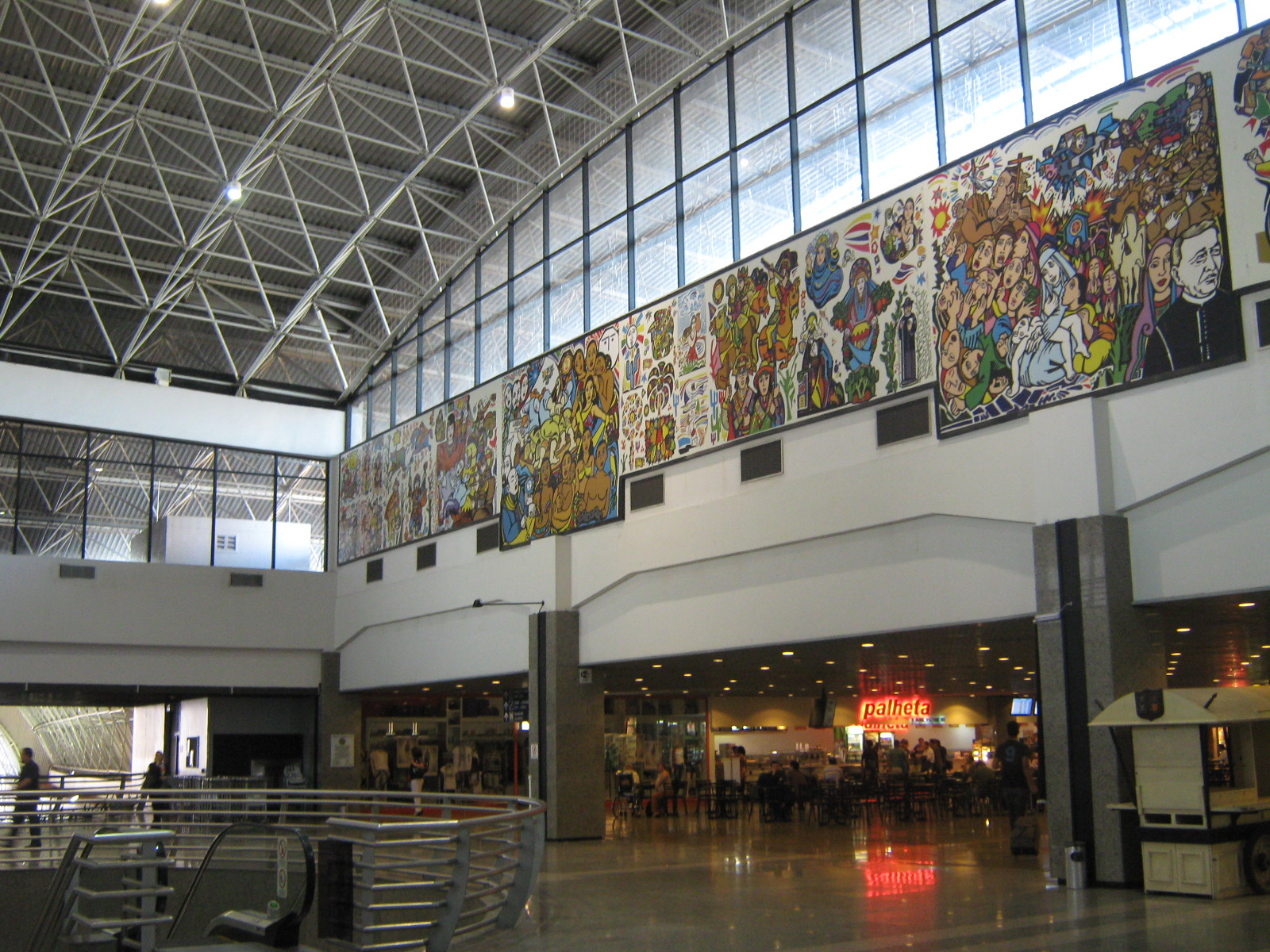
Kunst im Terminal
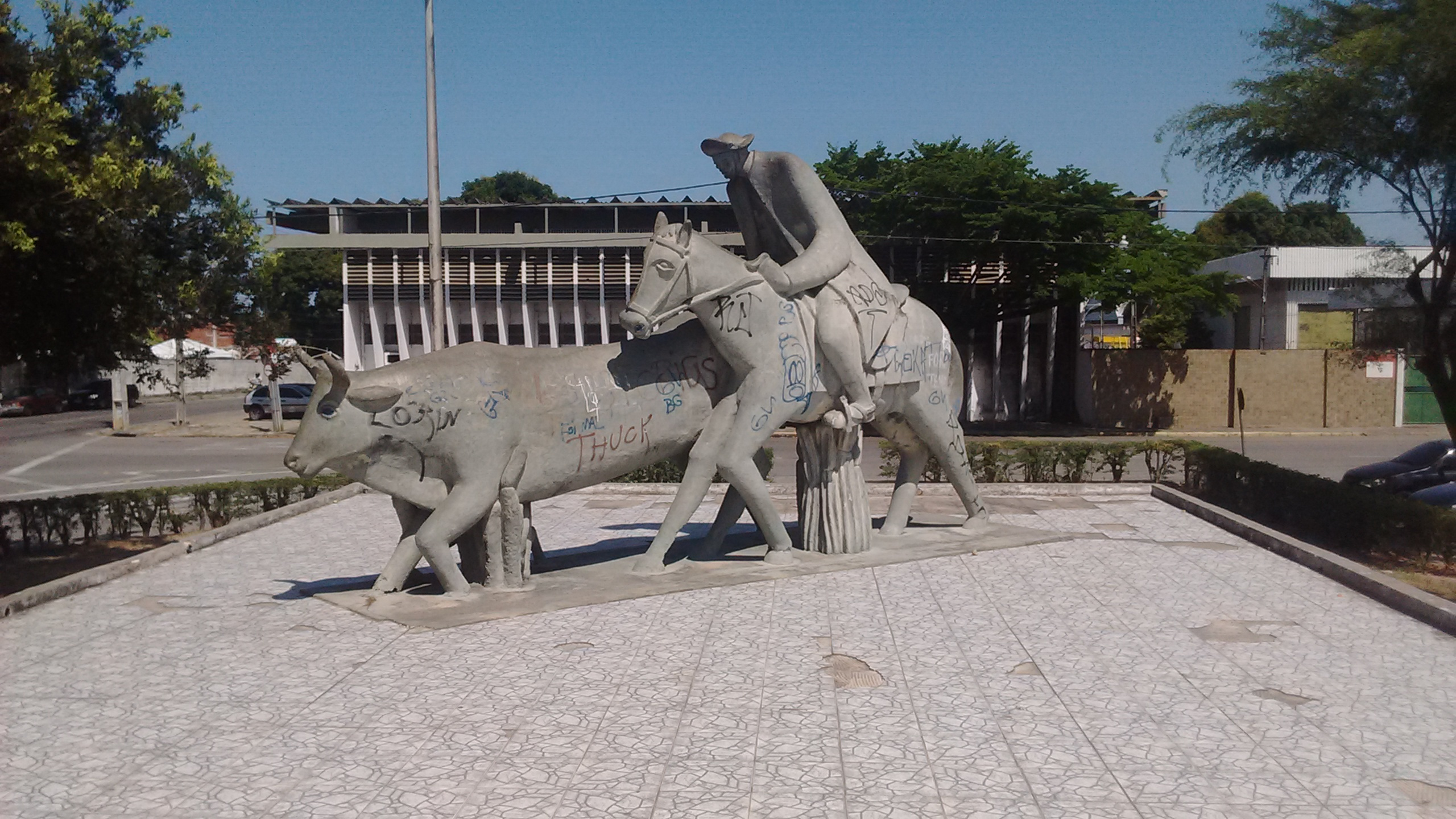
Denkmal
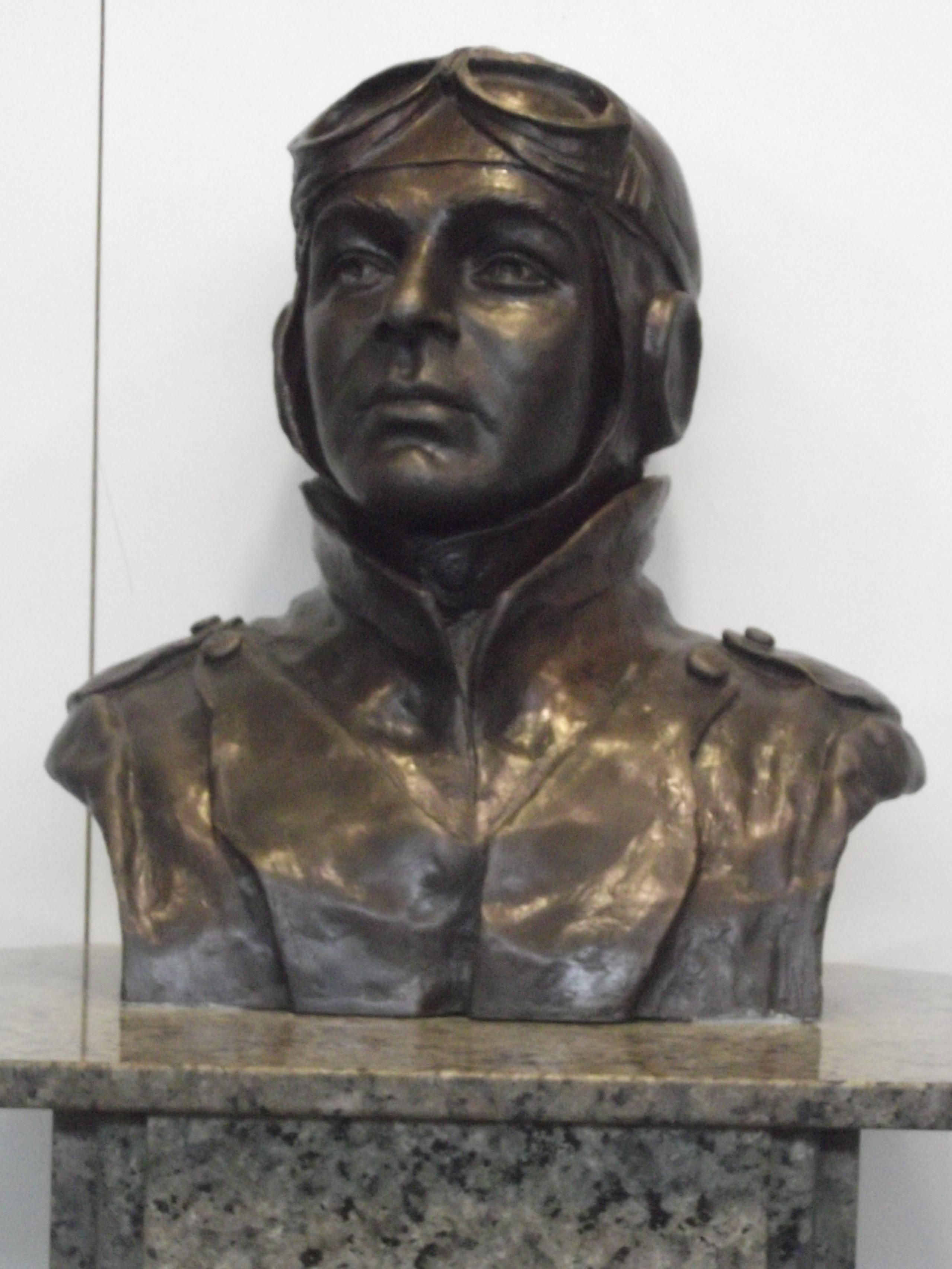
Euclides Pinto Martins